# 阿布·卢厄卢阿陵
阿布·卢厄卢阿陵（波斯語：‎，或称‎）是一座位于伊朗伊斯法罕省卡尚的陵墓，传说上认为墓主是阿布·卢厄卢阿·费鲁兹（Abu Lu'lu'a Firuz），即于644年暗杀了第二任哈里发欧麦尔·本·赫塔卜 的波斯奴隶。其主体建筑建造于伊尔汗国时期。
历史上，阿布·卢厄卢阿于公元644年刺杀欧麦尔之后不久便死于麦地那（正统哈里发时期的首都，位于阿拉伯半岛）。然而，根据后来的传说，他为阿里·伊本·阿比·塔利卜（先知穆罕默德的表弟和女婿，也被什叶派穆斯林尊为第一位伊玛目）所救。传说中，阿里通过特殊的祈祷将阿布卢鲁阿瞬间传送到了卡尚，他在那里娶妻并度过了余生。 
到了16世纪，随着萨法维王朝将伊朗什叶化，人们开始纪念阿布·卢厄卢阿暗杀欧麦尔的事迹，并形成了节日。 这个节日被称作杀欧麦尔节（Omar Koshan，字面意思为“杀死欧麦尔”），该节日最初是在卡尚的阿布·卢厄卢阿陵墓附近举行，日期是每年欧麦尔被刺杀身亡的日子（伊斯兰历的都尔黑哲月第26日）。但是后来这个节日也扩展到伊朗的其他地区，有时定在赖比尔·敖外鲁月的第9日，而不是都尔黑哲月第26日。 该节日所纪念的阿布·卢厄卢阿有时也被尊称为巴巴·舒贾阿丁（‎，字面意思是“宗教之勇气尊父”），他被认为是伊朗的民族英雄，杀死了暴虐的哈里发，捍卫了其信仰。 
由于其政治敏感性，从卡扎尔王朝时期（1789-1925）开始，伊朗主要城市逐渐停止庆祝该节日，直到1979年伊朗伊斯兰共和国建立之后被正式禁止。尽管如此，该节日本身仍然在伊朗庆祝，尽管通常是秘密地在室内而不是在室外庆祝。 它现在在伊斯兰历赖比尔·敖外鲁月的第9日举行，一直持续到同月的27日。 
近年来，爱资哈尔大学要求伊朗政府拆除阿布·卢厄卢阿陵引起了争议。该问题导致该大学与伊朗政府取消了外交关系。爱资哈尔大学之所以提出此要求，是因为主流的逊尼派学者认为该陵墓是“冒犯且非伊斯兰的”。 由于逊尼派的压力，其中还包括了国际穆斯林学者联盟的干预，据称伊朗政府于2007年关闭了这座陵寝。

### 文献来源
- Yarshater, Ehsan (编). . London and New York: Routledge & Kegan Paul. 1982–2021.
- Calmard, Jean. Melville, Charles , 编. . Pembroke Persian Papers 4. London: I.B. Tauris. 1996: 139–190. ISBN 1-86064-023-0.
- Encyclopaedia of the Iranian Architectural History. . Cultural Heritage, Handicrafts and Tourism Organization of Iran. 19 May 2011. （原始内容存档于6 April 2015）.
- Fischer, Michael M. J. . Cambridge, MA: Harvard University Press. 1980. ISBN 9780674466159.
- Isma'il, Faraj. . Al Arabiya. 13 June 2007. （原始内容存档于15 June 2007）.
- Ismail, Raihan. . New York: Oxford University Press. 2016. ISBN 9780190627508.
- Johnson, Rosemary Stanfield. . Iranian Studies. 1994, 27 (1–4): 123–133  [2021-12-06]. （原始内容存档于2021-12-06）.
- Ehsan (编). 缺少或|title=为空 (帮助)
- Persianblog.ir. . abulolo.persianblog.ir. 2018  [10 August 2019]. （原始内容存档于10 August 2019）.
- Torab, Azam. . Leiden: Brill. 2007. doi:10.1163/9789047410546_009.